# Olof Riddercreutz
Olof Riddercreutz, tidigare Chytraeus, född 6 april 1674 i Torstuna socken, död 26 september 1735 i Stockholm, var en svensk jurist verksam inom den svenska krigsmakten. Han adlades Riddercreutz 1719 och introducerades som ätt nr 1690 ett år senare. 

## Biografi
Olof Chytraeus var son till prosten i Torstuna socken, riksdagsmannen Olaus Erici Chytraeus och dennes hustru Maria Stiernman, av samma ätt som von Stierneman. Olof Chytraeus blev efter studier i Uppsala 1694 tingsskrivare 1695, notarius på lagmanstingen 1698 och två år senare tjänstgörande vid Göta hovrätt. Därefter följde uppdrag inom krigsmakten. Chytraeus blev sedan auditör vid Västerbottens regemente men gick tämligen omgående 1701 till Riga och den svenska armén. 
Han utnämndes 1704 till vice krigsfiskal och avancerade senare till auditör vid generalmajor greve Magnus Stenbocks dragoner. Den 4 maj 1707 tog han avsked från Stenbocks dragoner och fick tillstånd att återvända hem till Sverige. Tiden i Sverige blev inte långvarig. Den 23 maj 1710 utsågs han till överauditör i Finland och fyra år senare gick han över till den stockholmska armén. 
Den 6 maj 1719 utnämndes Olof Chytraeus till generalauditör och blev samtidigt adlad. Han tog sig namnet Riddercreutz och introduceras året därpå som ätt nr 1690. Olof Chytraeus Riddercreutz avled 1735. Han begravdes i Maria Magdalena församling i Stockholm.
Olof Riddercreutz var gift med Johanna Psilanderhielm. Av deras barn förde ingen ätten vidare.